# Heinz Behling

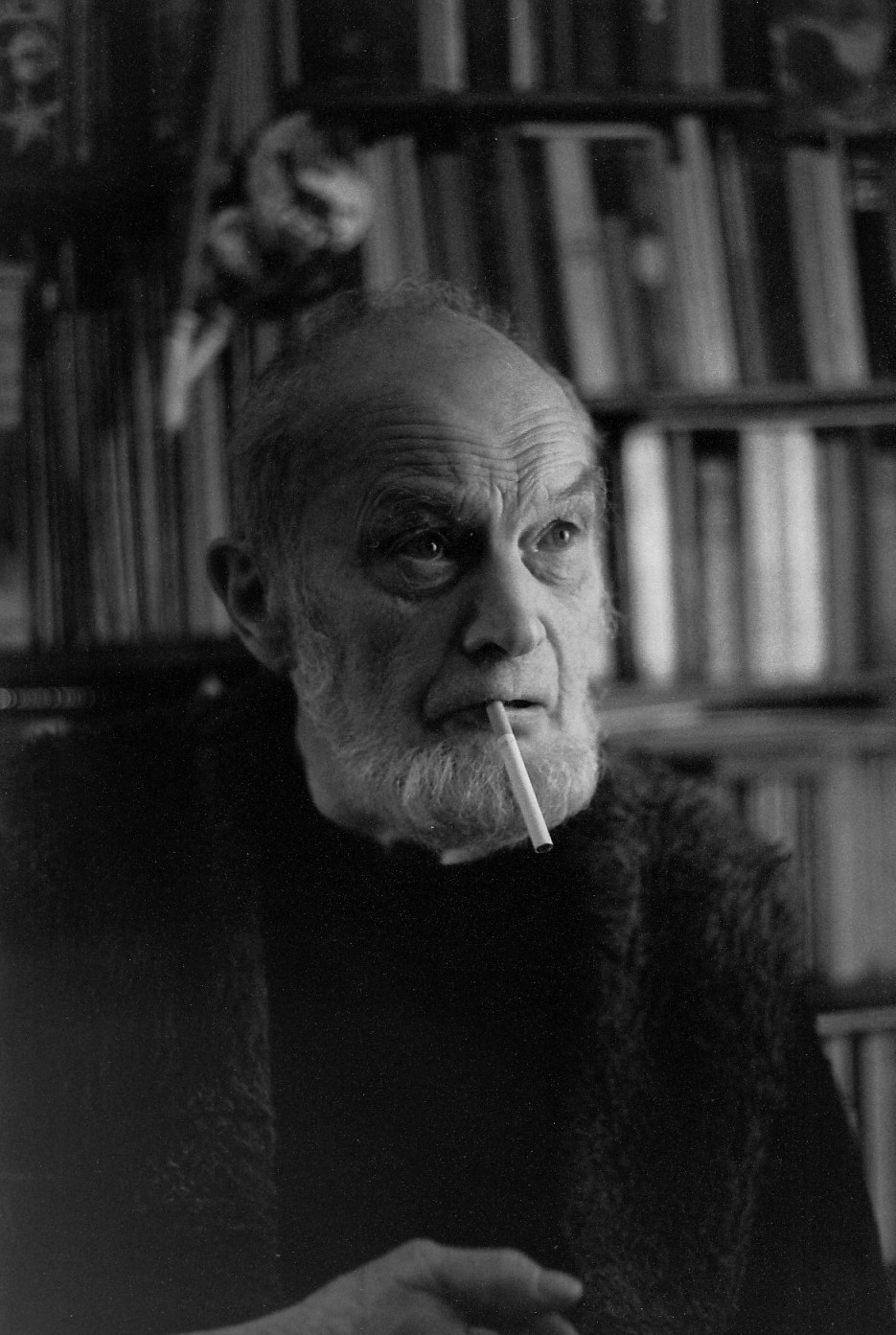
Heinz Behling (1994)

Heinz Behling (* 9. Oktober 1920 in Berlin; † 5. Juni 2003 ebenda) war ein deutscher Grafiker und Karikaturist.

## Leben
Heinz Behling arbeitete nach dem Besuch der Volksschule von 1934 bis 1939 als Kinoreklamemaler und schuf in dieser Zeit auch Karikaturen. Nach dem Kriegseinsatz 1939 bis 1945 in der Wehrmacht und sowjetischer Kriegsgefangenschaft mit Antifaschule war er 1949/1950 Stahlwerker in Hennigsdorf und studierte von 1950 bis 1953 an der Hochschule für angewandte Kunst in Berlin. Ab 1953 war Behling Pressezeichner bei der Zeitschrift für Humor und Satire Frischer Wind, aus der 1954 unter seiner Mitwirkung die DDR-Satirezeitschrift Eulenspiegel hervorging. In dieser Zeitschrift veröffentlichte er zwischen 1954 und 1995 insgesamt 2675 Karikaturen. Er war 1953 auch mit Entwürfen an der Gestaltung des Staatswappens der DDR beteiligt. Von 1956 bis 1972 lebte und arbeitete er im westlichen Havelland (Kreis Rathenow), u. a. auch als Kunsterzieher und LPG-Bauer. Über Ohnewitz, Rhinow und Stölln kam er 1967 nach Dickte, bevor er wieder nach Berlin zog.
Behling war als Pressezeichner für verschiedene Zeitungen tätig. Neben zahlreichen Karikaturen vor allem auch zum DDR-Alltag (in der Tradition des Simplicissimus und Thomas Theodor Heines) schuf er Bühnenbilder (u. a. für das Kabarett-Theater Distel), gestaltete Plakate und Programmhefte sowie Wandbilder (z. B. 1964 für Otto Lilienthal im Treppenhaus der Polytechnischen Oberschule Rhinow). Er veranstaltete über 100 eigene Ausstellungen. Behling illustrierte zudem viele Kinderbücher wie Alarm im Kasperletheater.
Er trat Ende der 1950er Jahre gelegentlich als Kabarettist im Fernsehen der DDR auf und verkörperte im Fernsehfilm Claire Berolina 1987 den Maler Heinrich Zille. Obwohl seit 1985 Rentner schuf Behling nach 1990 weiterhin Karikaturen für den Eulenspiegel, engagierte sich gegen Kriegseinsätze und war Gründungsmitglied des Vereins „Helle Panke“ zur Förderung von Politik, Bildung und Kultur e. V.
Im Jahre 1981 stiftete er mit Unterstützung des Schauspielers und Kabarettisten Edgar Külow den Satire- und Kabarettpreis Eddi für „Nichtwürdenpreisträger“, der bis 1988 und neu wieder seit 2013 verliehen wird.

## Ehrungen
- 1978: Kunstpreis des FDGB
- 1980: Orden Banner der Arbeit III. Klasse
- 1985: Goethepreis der Hauptstadt Berlin

## Werke (Auswahl)

### Karikaturen
- alles meine! (1958)[3]
- Der Dreschflegel (1958)[4]
- Die Nachrichtenzentrale (1958)[5]
- Was die im Osten immer gegen uns haben. Ich jedenfalls bin durch meiner Hände Arbeit reich geworden (1962)[6]
- Hier darfst du dich mal ausarbeiten, Franz. Das ist keine Normenschaukel (1962)[7]
- Politik verdirbt den Charakter (1962)[8]

### Buchillustrationen und Sammelbände mit Karikaturen Behlings
- Nils Werner: Teddy Brumm. Dr. Herbert Schulze Buch- und Kunstverlag Nachf., Leipzig 1957, DNB 572206003.
- Nils Werner: Alarm im Kasperletheater. Dr. Herbert Schulze Buch- und Kunstverlag Nachf., Leipzig 1958, DNB 577069039.
- Frantisek Pilar: Tante Karolinas Insel. Ein etwas phantastischer Roman. Eulenspiegel Verlag, Berlin 1958, DNB 575376600.
- Eva Görsch: Wenn zwei sich streiten. 2. Auflage. Dr. Herbert Schulze Buch- und Kunstverlag Nachf., Leipzig 1971, DNB 997683163.
- Blätter, die die Welt bedeuteln. Eulenspiegel Verlag, Berlin 1979, DNB 800421302.
- Pusten Sie mal! Eulenspiegel-Verlag, Berlin 1985, DNB 860438414.
- Immer an der Wand lang. Eulenspiegel Verlag, Berlin 1988, ISBN 3-359-00239-3.
- 8 x 8 zum Arbeitsschutz. Verlag Tribüne, Berlin 1986 (mit weiteren Illustratoren), ISBN 3-7303-0024-5.
- Null Problemo. DDR-Karikaturisten zur Lage der Nation. Eulenspiegel Verlag, Berlin 1990, ISBN 3-88520-332-4 (mit Manfred Bofinger und Frank Leuchte)
- Horst Kolodziej (Hrsg.): Grundgesetz für Ostdeutsche und andere Angemeierte. GNN-Verlag, Schkeuditz 1999, ISBN 3-932725-97-2.

## Teilnahme an zentralen und wichtigen regionalen Ausstellungen in der DDR
- 1954: Berlin, Zentrales Haus der Deutsch-Sowjetischen Freundschaft („I. Deutsche Karikaturenausstellung“)

- 1958 bis 1988: Dresden, Vierte Deutsche Kunstausstellung bis X. Kunstausstellung der DDR
- 1979, 1981, 1984 und 1987: Berlin, Ausstellungszentrum am Fernsehturm („Karigrafie“)
- 1980: Rostock, Kunsthalle Rostock („Der Klasse verbunden - Kunstpreisträger des FDGB stellen aus“)
- 1985: Erfurt, IGA („Künstler im Bündnis“)
- 1986: Greiz („Satiricum“)
- 1988: Berlin, Ausstellungszentrum am Fernsehturm („America latina. Lateinamerika in der bildenden Kunst der DDR“)